# Machaerium grandifolium
Machaerium grandifolium là một loài thực vật có hoa trong họ Đậu. Loài này được Pittier miêu tả khoa học đầu tiên.